# Ponte alle Grazie
Il ponte alle Grazie è un ponte del centro cittadino di Firenze e varca, con una struttura di cinque arcate, il fiume Arno qualche centinaio di metri dopo la pescaia di San Niccolò. Va da via de' Benci a piazza de' Mozzi, incrociate rispettivamente coi lungarni Generale Diaz e delle Grazie di qua d'Arno e Torrigiani e Serristori in Oltrarno. 

## Storia

### Il ponte di Rubaconte
Il ponte attuale è datato 1957, ricostruzione del precedente e antico ponte detto "Rubaconte", dal nome del podestà Rubaconte da Mandello che lo aveva fatto costruire nel 1237, su disegno che Giorgio Vasari riconduce all'architetto Lapo, ossia Jacopo Tedesco. Anticamente si presentava con una struttura a nove arcate ed era il ponte più lungo e antico di Firenze, ancora più vetusto del Ponte Vecchio, che nelle nuove forme risale al 1345. Due arcate sulla riva sinistra furono chiuse nel 1347 per ampliare piazza de' Mozzi e nell'Ottocento il numero di arcate si ridusse a sei, per la costruzione del lungarno Torrigiani e Serristori, come testimoniano numerose fotografie del periodo.

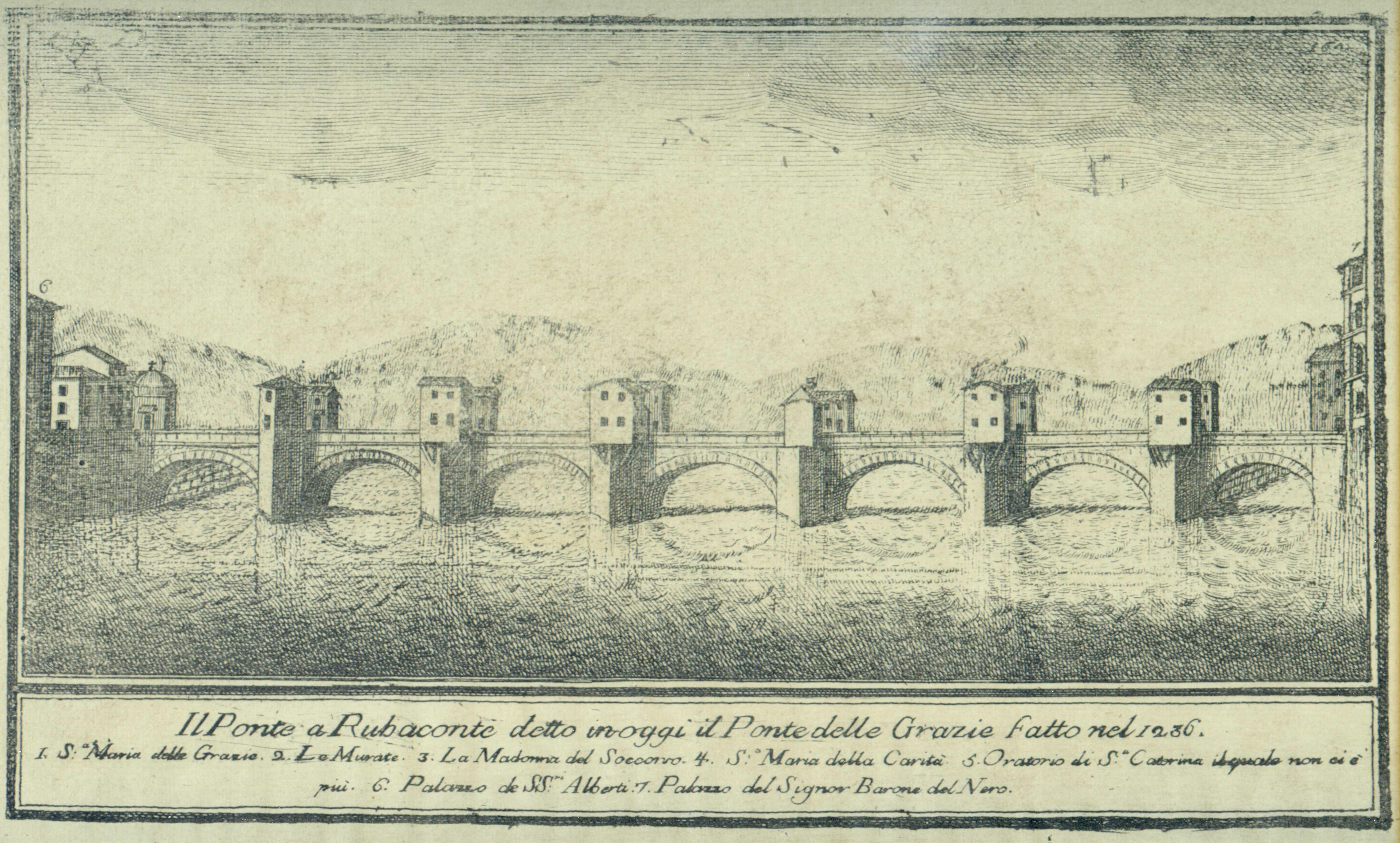
Ponte a Rubaconte in una stampa del XVII secolo

Questo ponte resistette a tutte le grandi alluvioni, compresa quella del 1333, che si era invece portata via il Ponte Vecchio e il ponte Santa Trinita. Tra i ponti di Firenze, assieme al Ponte Vecchio, fu infatti quello che nel tempo resistette al meglio alle piene, eccezion fatta per le spallette, periodicamente risarcite.
Il ponte di Rubaconte era reso caratteristico dalla presenza sulle pigne di numerose casette di legno, per lo più tabernacoli, poi trasformati in cappelle, romitori e botteghe, simili a quelle ancora esistenti sul Ponte Vecchio, ma poste solo all'altezza dei piloni. Tra le più significative fu la chiesetta dedicata a "Santa Maria delle Grazie", da cui già nel Quattrocento il ponte aveva preso il nuovo nome. Si trovava sul lato orientale del primo pilone dell'antica struttura (partendo da via de' Benci) e fu costruita verso la fine del Trecento sotto il patronato degli Alberti in luogo di un precedente tabernacolo nel quale era un affresco della Vergine (attribuito al Maestro della Santa Cecilia, fine XIII-inizi XIV secolo), immagine ritenuta miracolosa e oggetto di devozione popolare. 
Sulla pila adiacente, nel medesimo lato orientale, si trovava invece la casupola di legno eretta nel 1390 per concessione a tale Apollonia per ritirarvisi in eremitaggio. Raggiunta dopo sei anni da altre due donne, nel 1400 si fecero murare all'interno della costruzione, lasciando solo una finestra verso il ponte, dalla quale potevano ricevere elemosine. Si trattò del nucleo dal quale ebbero origine le "murate", piccola comunità di monache di clausura che dimoravano in simili alloggi sul ponte e trasferite poi nel 1424 nel monastero omonimo in via Ghibellina.
Fenomeno del tutto simile a quello che dette origine ad un altro monastero femminile coevo, quello dell'Arcangelo Raffaello, detto anche "delle Romite del Ponte" perché costituito dalle monache che si erano ritirate in un altro oratorio sul ponte, detto poi di Santa Maria della Carità.

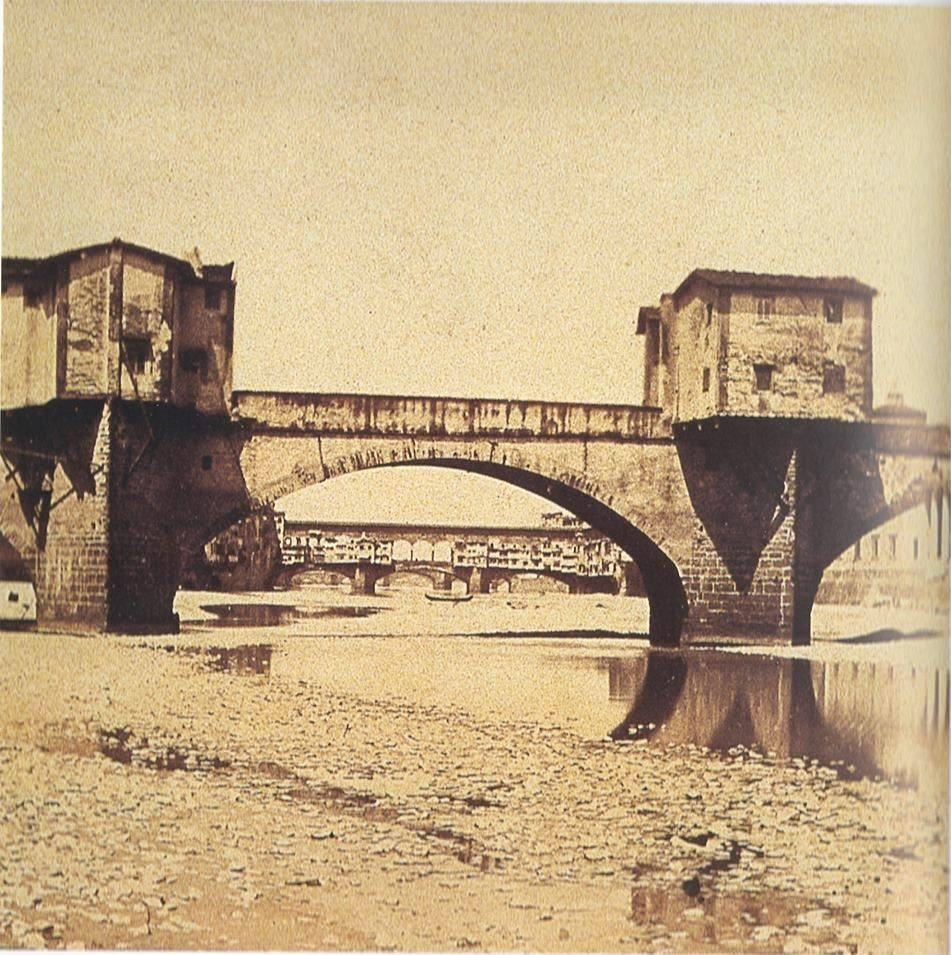
Una campata del ponte originario con le costruzioni sui piloni (1860 circa)

Vi furono nel tempo vari altri oratori, tra cui uno dedicato a Santa Caterina, uno a San Lorenzo, un altro a San Barnaba e un altro alla Madonna del Soccorso. 
Tra le case, sono segnalate quelle che hanno visto la nascita del beato francescano Tommaso Bellacci e dell'oratore e poeta satirico Benedetto Menzini.

### L'Ottocento

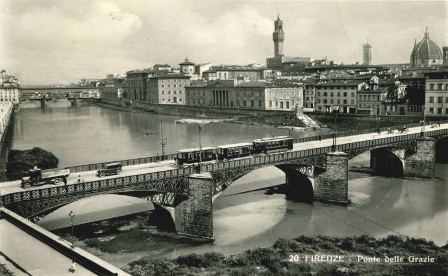
Il ponte nella configurazione di fine Ottocento, con il tram

Questi edifici, ormai abbandonati, furono demoliti nel 1876, per allargare la carreggiata del ponte e farvi passare sopra la linea tranviaria. Le sue spallette divennero di ghisa, materiale decorativo molto in voga a quei tempi.
In quell'occasione il venerato tabernacolo fu spostato sul lungarno Diaz in un oratorio che prese il nome di "Santa Maria delle Grazie", appunto. Questa piccola struttura, costruita nel 1874 dall'architetto Vittorio Bellini per conto dei Mori Ubaldini nel giardino del palazzo Alberti-Malenchini, subì notevoli danni durante la guerra e di nuovo con l'alluvione del 1966.

### La distruzione

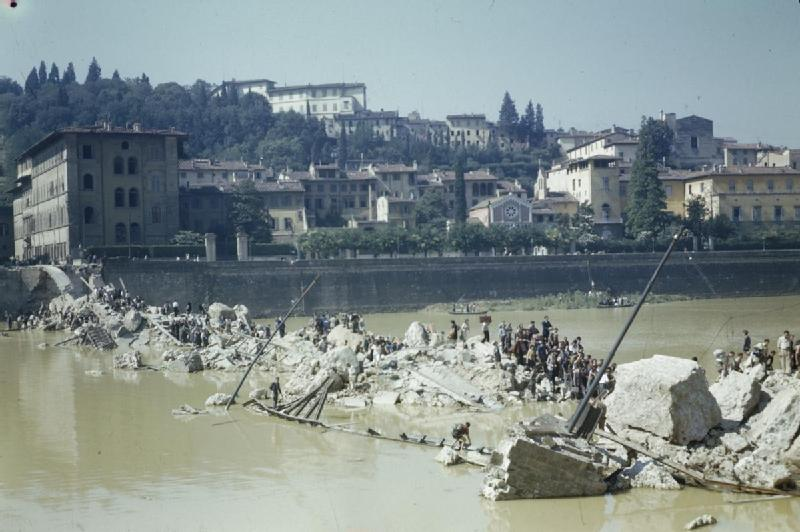
Il ponte distrutto nel 1944

Fra il 3 ed il 4 agosto del 1944 le sue arcate furono fatte saltare con mine dalle truppe naziste in ritirata, che distrussero i ponti sull'Arno escluso il solo Ponte Vecchio, i cui accessi vennero però ridotti in enormi cumuli di macerie.

### La ricostruzione

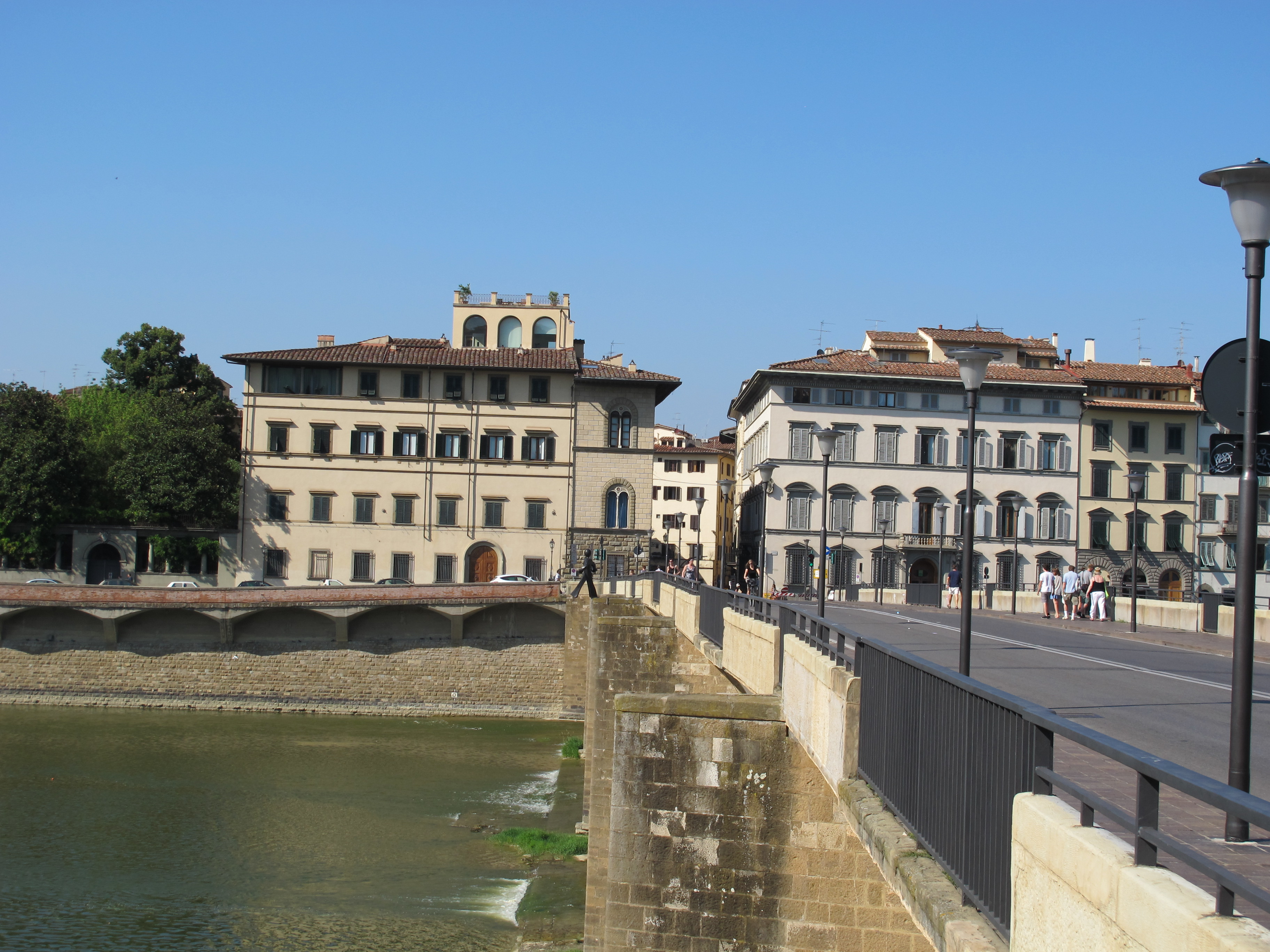
La spalletta del ponte

L'anno successivo (1945) fu bandito un concorso per la sua ricostruzione e risultò vincitore il progetto del gruppo formato dagli architetti Giovanni Michelucci, Edoardo Detti, Riccardo Gizdulich e Danilo Santi e dall'ingegnere Piero Melucci. Il progetto prevedeva una soluzione, stavolta, di sole cinque arcate e fu realizzato dopo un tormentato iter costruttivo con notevoli variazioni rispetto alle idee iniziali (come la minore altezza delle pile di sostegno e la scomparsa dei prolungamenti dei medesimi che abbracciavano la carreggiata), con l'inaugurazione avvenuta soltanto il 24 febbraio del 1957.
Le discussioni sorte all'interno della commissione giudicatrice in merito all'esclusione dei progetti in cemento armato non costituivano aspetti secondari di sola natura tecnica, ma investivano un problema di sostanza: non solo il ponte da progettare doveva sorgere infatti nel centro della città, a diretto confronto con il ponte Vecchio e con le architetture circostanti, ma doveva inoltre inglobare alcune pile superstiti consolidate.
La scelta del materiale e delle forme costruttive rappresentò perciò un chiaro orientamento di principio che rifletteva una precisa posizione culturale. La linea vincente in questo caso fu comunque quella moderatamente moderna che permettesse l'uso del cemento armato seppure col trattamento esterno in pietraforte, materiale ritenuto, evidentemente, più "presentabile" del calcestruzzo.
La struttura venne realizzata apportando notevoli variazioni rispetto al progetto vincitore, la più sostanziale delle quali riguarda l'altezza delle pile. Originariamente queste salivano ad agganciare saldamente la soletta orizzontale superando sensibilmente i parapetti, con un effetto di prepotente uscita dall'acqua, sottolineato dalla rastremazione verso l'alto. Il successivo ridimensionamento dell'altezza riporta invece completamente l'immagine dell'oggetto nella tradizionale sintassi trilitica pila/sostegno e soletta/trave, eliminando ogni suggestione strutturale e simbolica.

## Descrizione

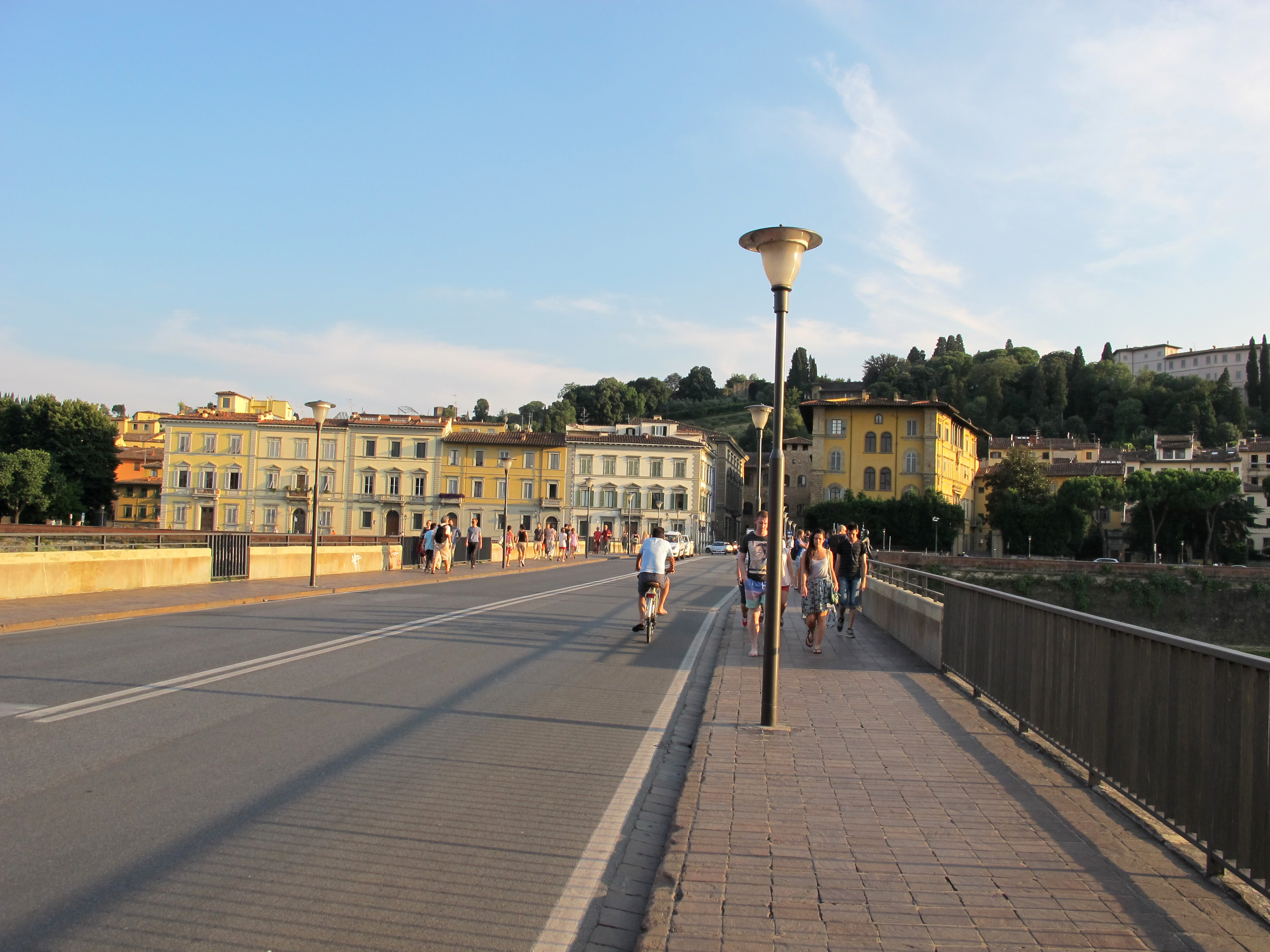
La carreggiata

Il ponte alle Grazie si presenta come una struttura convenzionale e funzionale, moderatamente moderna, che si armonizza con le strutture storiche attigue.
La struttura del ponte è costituita da una trave Gerber in cemento armato a cinque luci di lunghezza variabile e una larghezza che va dai 9 metri delle campate centrali ai 14 delle carreggiate di imbocco. Le 6 nervature a profilo inferiore sagomato curvo sono collegate inferiormente da una controsoletta continua a spessore variabile, e superiormente dall'impalcato della carreggiata viaria e dai traversi (che portano a sbalzo ampi marciapiedi, larghi 2,60 m per ciascun lato). Tra le due solette alloggiano gli impianti a rete (acquedotto, gas, energia elettrica), collocati in un vano ispezionabile sottostante i marciapiedi. I rivestimenti esterni sono in pietra forte e, con gli intonaci, si inseriscono nel segno della tradizione locale e del rispetto del contesto urbano.
Il ponte è caratterizzato dall'attraversare una rapida naturale del fiume Arno. Le pile dei ponti sono infatti state ribassate, secondo vari studi e confronti per poggiare, su una piattaforma in pietraforte che negli anni è stata profondamente modificata dal fiume e lo continua ad essere tuttora,. Tale piattaforma è moderatamente rialzata sul letto fluviale e funziona parzialmente come briglia. Essendo un punto a elevata pendenza relativa (con scarti fino ad un metro e mezzo da una parte all'altra), la piattaforma attutisce la discesa a valle di eventuali massi, che in caso di forti piene potrebbero divenire insidiosi.

## Bibliografia

L'oratorio di Santa Maria delle Grazie